# 쿠알라룸푸르 스타디움
쿠알라룸푸르 스타디움(말레이어: Stadium Bola Sepak Kuala Lumpur)은 말레이시아 쿠알라룸푸르에 있는 다목적 경기장이다. 현재 주로 축구 경기장으로 이용되며 쿠알라룸푸르 FA와 말레이시아 축구 국가대표팀의 홈구장으로 사용된다. 이 경기장 수용 인원은 18,000명이다.